# Hein-Direck Neu
Hein-Direck Neu (Bad Kreuznach, 1944. február 13. – Wiesbaden, 2017. április 14.) német atléta, diszkoszvető olimpikon.

## Pályafutása
Három olimpián vett részt. Az 1968-as mexikóvárosi olimpián 9., az 1976-os montréali olimpián 12. helyezést ért el. Az 1972-es müncheni olimpián nem jutott be a döntőbe. 1965 és 1977 között hat bajnoki címet, öt ezüstérmet és kettő bronzérmet szerzett a nyugatnémet bajnokságon.